# OREX

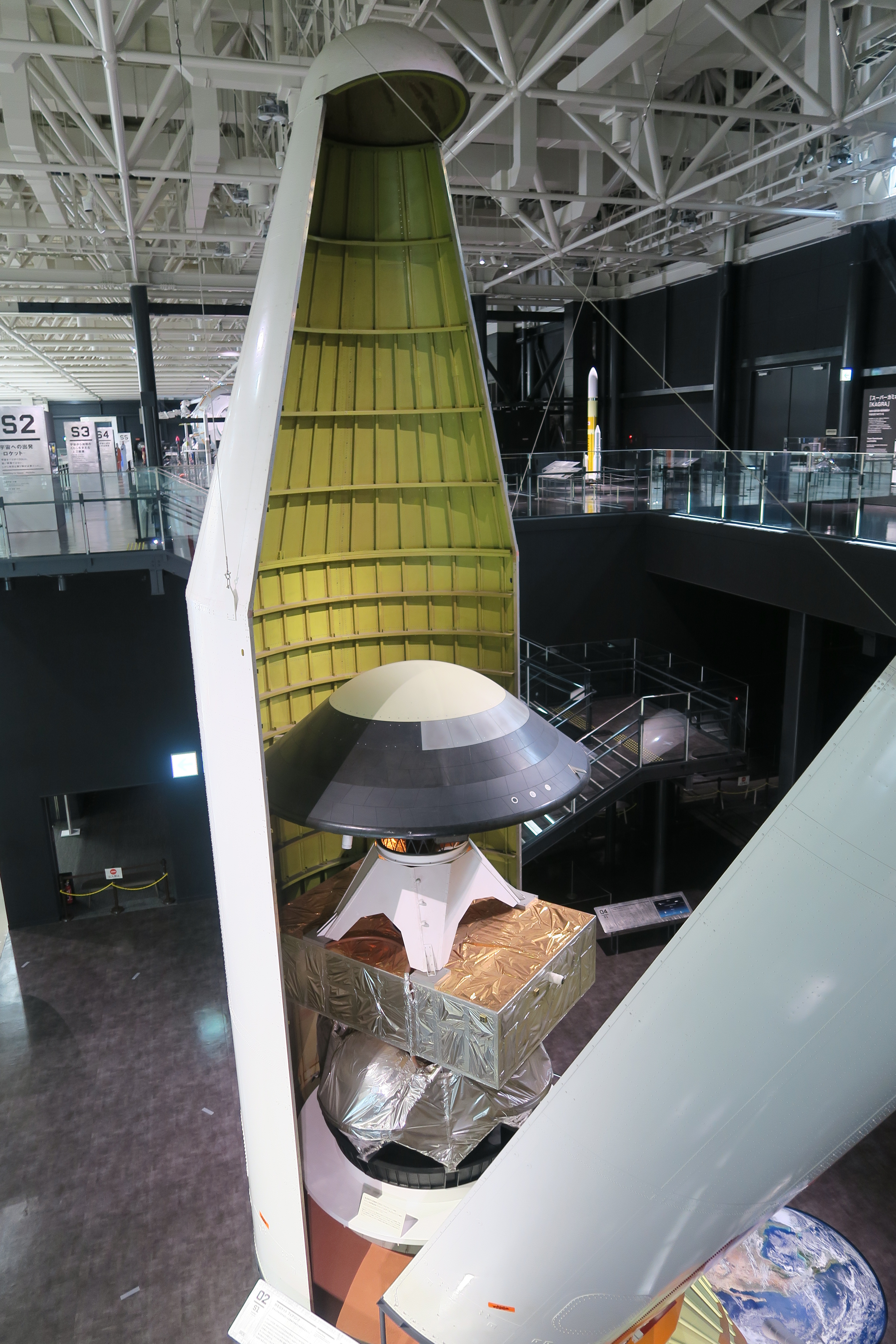
Modèle à l'échelle 1:1 d'OREX monté au-dessus du Vehicle Evaluation Payload dans la coiffe de H-II au musée de l'air et de l'espace de Kakamigahara.

OREX (Orbital Re-entry Experiment) est un prototype d'essai de l'Agence nationale de développement spatial du Japon lancé le 4 février 1994 sur le lanceur H-II ; le satellite fut rebaptisé Ryūsei (りゅうせい, Shooting star), précurseur de la navette spatiale japonaise HOPE-X.
OREX testa divers systèmes de communication, profils de chauffage et composants de protection thermique pour HOPE-X.